# Likasaari (ö i Södra Savolax, S:t Michel, lat 61,47, long 28,16)
Likasaari är en ö i Finland.   Den ligger i kommunen Puumala i den ekonomiska regionen  S:t Michel och landskapet Södra Savolax, i den södra delen av landet, 220 km nordost om huvudstaden Helsingfors.